# Джарда, Дино Пьеро
Дино Пьеро Джарда (итал. Dino Piero Giarda; род. 9 декабря 1936, Милан) — итальянский экономист и политик, министр по связям с парламентом Италии (2011—2013).

## Биография
Родился 9 декабря 1936 года в Милане, в 1962 году окончил Католический университет Святого Сердца по специальности «экономика и торговля», во второй половине 1960-х учился в Принстонском и Гарвардском университетах. С 1972 по 1975 год преподавал в университете Калабрии, в 1970 году — в Гарварде. Преподавал в своей alma mater финансовые науки, с 1976 по 2001 год занимал там должность ординарного профессора, также работал в университетской Лаборатории монетарного анализа.
С 1981 по 1995 год возглавлял Техническую комиссию по государственным расходам (Commissione tecnica per la spesa pubblica) в Министерстве финансов, затем с 1995 по 2001 год почти без перерывов занимал должность младшего статс-секретаря того же ведомства в правительствах Дини, Проди, Д’Алема и Амато.
Руководил совместным исследовательским проектом региона Ломбардия и Католического университета Святого Сердца по теме налогового федерализма, являлся вице-президентом фонда театра Ла Скала, президентом Международного фонда Monte Rosa, членом совета директоров Римского оперного театра, президентом Комитета по местным финансам автономной провинции Тренто, сотрудничал в газетах Il Sole24ore, Italia Oggi.
С 16 ноября 2011 по 28 апреля 2013 года являлся министром без портфеля по связям с парламентом в правительстве Монти.
21 декабря 2013 года избран президентом Наблюдательного совета Banca Popolare di Milano.

## Награды
Кавалер двух степеней ордена «За заслуги перед Итальянской Республикой»:
- Великий офицер (11 июня 1997)[7]
- Кавалер Большого креста (5 апреля 2000)[8]

## Труды
- В соавторстве с Аугусто Барбера и Джанкарло Мадзокки: Куда идут регионы? (Dove vanno le Regioni?, Milano, Vita e pensiero, 1976).
- Консолидированный счёт для бюджетных платежей в Кампании: 1976 год (Il conto consolidato della spesa pubblica in Campania : anno 1976, Napoli, Formez, 1979).
- Консолидированный счёт для бюджетных платежей в Ломбардии (Conto consolidato della spesa pubblica in Lombardia, Milano, F. Angeli, 1982).
- Местные финансы: идеи для реформы (Finanza locale : idee per una riforma, Milano, Vita e pensiero, 1982).
- В соавторстве с Никола Парментола: Государственные бюджеты и финансовый кризис (Bilanci pubblici e crisi finanziaria, Bologna, Il mulino, 1990. ISBN 88-15-02833-1).
- В соавторстве с Уго Арриго и др.: Производительность, стоимость и спрос в почтовых службах Италии (Produttività, costi e domanda dei servizi postali in Italia, Bologna, Il mulino, 1993. ISBN 88-15-04169-9).
- Регионы и налоговый федерализм (Regioni e federalismo fiscale, Bologna, Il mulino, 1995. ISBN 88-15-04817-0).
- Итальянский опыт налогового федерализма: переосмысление постановления 56/2000 (L’esperienza italiana di federalismo fiscale : una rivisitazione del Decreto legislativo 56/2000, Bologna, Il mulino, 2005. ISBN 88-15-10547-6).
- В соавторстве с Даниелой Паризи: Человек и деньги: конференции цикла проработки темы 2005—2006 годов (L’uomo e il denaro : conferenze del ciclo di approfondimento sul tema : 2005—2006, con Daniela Parisi, Milano, I.S.U., Università cattolica, 2007. .978-88-8311-524-0).